# Xosé Estévez
Xosé Estévez Rodríguez (n. 29 de agosto de 1943 en Quiroga, Lugo, Galicia) es un historiador y profesor español, de origen gallego afincado en el País Vasco.

## Biografía
Xosé Estévez Rodríguez nació el 29 de agosto de 1943 en Quiroga, España. Se diplomó en Estudios Eclesiásticos y se licenció en Filosofía y Letras por la Universidad Complutense de Madrid.
Se trasladó en 1973 al País Vasco según sus propias palabras "por amor". Casado con la también profesora María Isabel Goñi Olea, el matrimonio tuvo dos hijos, y una hija fallecida en 2006.
Actualmente jubilado de la docencia, ejerció como profesor desde 1973 en la Universidad de Deusto de San Sebastián, donde se doctoró en Filosofía y Letras, así como en Nazaret Fundazioa, donde trabajaba también su esposa. En la Universidad impartió Historia Moderna desde 1973, de Historia Moderna y Contemporánea del País Vasco desde 1993, de Nacionalismos y Regionalismos desde 1995, de Sociedad y Cultura en la España Contemporánea desde 1999 y de Historia de la España Actual también desde 1999. En el antiguo centro femenino Nazaret ejerció como profesor titular de F.P.-2 desde 1973, y de Bachillerato desde 1997. Compaginó su carrera docente con los estudios de Historia.
Xosé, reside en Oyarzun junto a su mujer, también jubilada.

### Obras en castellano
- Cultura Vasca (I), 1977.
- Euskal Herría. Historia y Sociedad, 1985.
- Historia del País Vasco (Siglo XVIII), 1985.
- La Autodeterminación de los Pueblos. Un reto para Euskadi y Europa, 1985.
- Leizaola, la lealtad del viejo roble, 1989.
- De la Triple Alianza al Pacto de San Sebastián (1923-1930). Antecedentes del Galeuzca, 1991.
- Antología del Galeuzca en el exilio (1939-1960), 1992.
- El Nacionalismo Vasco y los Congresos de Minorías nacionales de la Sociedad de Naciones (1916-1936), 1992.
- Ideología y Nacionalismo, 1992.
- El Pueblo Vasco en el Renacimiento (1491-1521), 1994.
- Galeuzca, 1994.
- Ehun Urte Euskal Herrian. Desarrollo nacional y social en el Siglo XX, 1995.
- Historia de Euskal Herria. II. Del hierro al roble, 1996.
- Las Juntas Generales de Gipuzkoa, 1996.
- Negociar, 2000.
- El Contexto histórico-estructural de El Quijote, 2005.

### Obras en gallego
- Impenitencias Galeuzcanas, 1992.
- Manuel Martínez Murguía. De estirpe vasca e berce do nacionalismo galego/Manuel Martinez Murguia. Euskal jatorrikoa eta Galiziako Abertzaletasunaren Aintzindari, 2000, en gallego y euskera.
- Castelao e o Galeuzca, 2002.
- A Lagoa da memoria, 2002.
- Actas do Congreso Manuel María. Literatura e Nación, 2009, Fundación Manuel María.
- Un crego atípico na Fonsagrada 1967-69, 2014.